# Hyaenodontinae
De Hyaenodontinae zijn een onderfamilie van uitgestorven roofzoogdieren uit de familie Hyaenodontidae van de orde Creodonta. De soorten uit deze familie behoorden tot de belangrijkste roofdieren van het Paleogeen. Naamgever van de onderfamilie is het zeer succesvolle geslacht Hyaenodon.

## Indeling
- Onderfamilie Hyaenodontinae
  - Apterodon
  - Consobrinus
  - Dissopsalis
  - Francotherium
  - Hyaenodon
  - Leakitherium
  - Oxyaenoides
  - Paenoxyaenoides
  - Parapterodon
  - Teratodon